# NGC 1041
NGC 1041 ist eine elliptische Galaxie vom Hubble-Typ E/S0 im Sternbild Walfisch südlich des Himmelsäquators. Sie ist schätzungsweise 316 Millionen Lichtjahre von der Milchstraße entfernt und hat einen Durchmesser von etwa 155.000 Lj.

Im selben Himmelsareal befindet sich u. a. die Galaxie NGC 1063.
Das Objekt wurde am 17. November 1881 von Édouard Stephan entdeckt.